# Utopia (Utopia)
Utopia è il settimo album in studio del gruppo musicale statunitense Utopia, pubblicato nel 1982.

## Tracce
Side 1
1. Libertine
2. Bad Little Actress
3. Feet Don't Fail Me Now
4. Neck On Up
5. Say Yeah

Side 2
1. Call It What You Will
2. I'm Looking at You But I'm Talking to Myself
3. Hammer in My Heart
4. Burn Three Times
5. There Goes My Inspiration